# Glitch Productions
Glitch Productions Pty. Ltd. (также просто Glitch, ранее Glitchy Boy или Glitchy Boy Productions), — австралийская компьютерная анимационная инди-студия со штаб-квартирой в Сиднее, Новый Южный Уэльс. Студия была основана в 2017 году продюсером Кевином Лердвичагулом и мультипликатором Люком Ледвичагулом, который известен как создатель скетч-комедийной веб-сериала в стиле машинимы SMG4.
Glitch известна тем, что самостоятельно производит и финансирует анимационные веб-сериалы, такие как «Мета Раннер», «Дроны-убийцы» и «Удивительный цифровой цирк», которые продолжали публиковаться на YouTube-канале GLITCH. Последний стал онлайн-феноменом, и на момент 18 апреля 2025 года пилотный выпуск набрал более 370 миллионов просмотров. Компания была включена в список Forbes 30 Under 30 в области СМИ, маркетинга и рекламы в 2023 году.

## История
7 мая 2011 года сооснователь Люк Лердвичагул создал свой первый веб-сериал SMG4 в возрасте 11 лет. Представленный контент часто фокусируется на анимированных ляпах, связанных с франшизой Super Mario, используя в качестве основы эмулированную версию Super Mario 64 1996 года для Nintendo 64, а также других персонажей в видеоиграх и Интернете, недавно были представлены оригинальные IP-персонажи (включая Тари, Мелони, Мегги и т. д.). Примерно в 2016 году старший брат Люка, Кевин Лердвичагул, который наблюдал за каналом и его широкой аудиторией, увидел потенциал для создания бизнеса вокруг канала, позже присоединившись к сериалу в качестве полноценного сценариста и продюсера, в то время как Люк взял на себя роль режиссёра, а также озвучку главного персонажа. По состоянию на середину марта 2024 года у канала 7,8 миллиона подписчиков.

Логотип студии с сентября 2018 по ноябрь 2023 года.

5 декабря 2018 года Glitch выпустил трейлер мультсериала «Мета Раннер» после нескольких тизеров, компьютерного анимационного киберспортивного научно-фантастического сериала, который выйдет на канале SMG4 16 июля 2019 года. Сериал, финансируемый Screen Australia, стал самой прибыльной онлайн-инвестицией компании, собрав 10 миллионов зрителей за первый сезон. Первый сезон также финансировался при поддержке Crunchyroll и AMD и финансировался совместно с Epic Games. 20 апреля 2020 года Screen Australia объявила, что они будут финансировать второй сезон «Мета Раннер».
27 августа 2020 года Glitch Productions перенесли свою деятельность на свой официальный YouTube-канал, хотя SMG4 и Hobo Bros. продолжат вещание на своих собственных каналах, но позже первый удалит весь бренд Glitch. Первым крупным релизом на этом новом канале стал пилотный эпизод спин-оффа «Мета Раннера» под названием «Ultra Jump Mania!», премьера которого состоялась 4 сентября 2020 года. Однако, пилот не был показан в течение всего сезона. Вскоре после этого, 16 октября 2020 года состоялась премьера второго сезона «Мета Раннера», также финансируемого Screen Australia.
12 марта 2021 года Glitch Productions представила спин-офф SMG4 «Sunset Paradise», посвященный главной героине Мегги Сплецер, пилотный выпуск которого состоялся 26 марта 2021 года. 12 мая 2021 года сериал получил финансирование на онлайн-производство от Screen Australia.
9 октября 2021 года было объявлено, что 29 октября Glitch выпустит пилотную серию мультсериала под названием «Дроны-Убийцы», автором сценария и режиссёром которого является Лиам Викерс. В 2023 году сериал будет номинирован на премию Webby Award за лучшее анимационное видео (сериалы и каналы).
1 сентября 2023 года Glitch объявили, что 9 ноября 2023 года они проведут выставку инди-анимации GlitchX. В преддверии конференции Glitch Productions выпустила пилотную серию мультсериала «Удивительный цифровой цирк», созданного в сотрудничестве с Gooseworx, 13 октября 2023 года. После выхода он стал онлайн-феноменом, собрав более 200 миллионов просмотров менее чем за два месяца. 
5 июля 2024 года Glitch выпустили видео на свой YouTube-канал, где рассказали о проблеме финансирования веб-сериалов. Тут же они объявили, что создали свою торговую компанию «FinalFinal_Project», первым партнером которой станет компания Iron Circus Animation, отвечающая за производство мультсериала «Lackadaisy».

## Споры и критика
В марте 2024 года Glitch обвинили в бессердечном увольнении актрисы для Тари из «Мета Раннер» и SMG4, Селесту Нотли-Смит, после того, как её заменила Лотти Борн, что привело к дополнительным обвинениям в адрес студии и замешательству среди фанатов. Нотли-Смит писала в Twitter, что ее не уведомили о том, что её роль была заменена. Несколько дней спустя она опубликовала заявление, в котором объяснила, что, узнав о том, что её заменили, она обратилась к Люку и Кевину с вопросом, почему ее сняли с должности без согласования с командой.
У студии также есть обвинения в более длительном рабочем дне, занесении бывших сотрудников в черные списки и приставаниях, хотя эти заявления были сочтены сомнительными. Кевин Лердвичагул опубликовал заявление, в котором утверждал, что ранее у них были проблемы из-за нехватки персонала, но к 2023 году они в значительной степени решили проблемы с условиями труда. Реакция на защиту прав работников была в целом одобрена, хотя многие фанаты всё ещё беспокоились о том, что вопрос об увольнении Нотли-Смита так и не был решен.

## Фильмография

### Текущие
| Название                   | Создатели       | Дата премьеры   | Текущий сезон | Примечание                                    |
| -------------------------- | --------------- | --------------- | ------------- | --------------------------------------------- |
| SMG4                       | Люк Лердвичагул | 7 мая 2011      | 14            | Создавался как независимый проект в 2011-2017 |
| Удивительный цифровой цирк | Gooseworx       | 13 октября 2023 | 1             |                                               |
| Ослепительный район        | Ник Зопко       | 18 апреля 2025  | 1             |                                               |

### Предстоящие
| Название             | Создатели   | Дата премьеры | Текущий сезон |
| -------------------- | ----------- | ------------- | ------------- |
| Knights of Guinevere | Дана Террас | TBA           | 1             |

### Законченные
| Название        | Создатели                          | Дата премьеры    | Дата окончания                           | Примечание                                                                               |
| --------------- | ---------------------------------- | ---------------- | ---------------------------------------- | ---------------------------------------------------------------------------------------- |
| TheAwesomeMario | Кевин Лердвичагул, Люк Лердвичагул | 13 июля 2013     | 31 декабря 2017                          | Дополнительный YouTube-канал с бонусным контентом                                        |
| Hobo Bros.      | Кевин Лердвичагул, Люк Лердвичагул | 3 декабря 2016   | 31 декабря 2020 (на неопределённый срок) | Разнообразный YouTube-канал с летсплеями и реакциями                                     |
| Hitbox          | Кевин Лердвичагул                  | 21 сентября 2018 | 20 декабря 2019                          |                                                                                          |
| Мета Раннер     | Кевин Лердвичагул, Люк Лердвичагул | 25 июля 2019     | 9 сентября 2022                          | Первый сезон был выложен на канале SMG4, а два последующих сезона вышли на канале GLITCH |
| Sunset Paradise | Кевин Лердвичагул, Люк Лердвичагул | 26 марта 2021    | 30 июля 2021                             | Спин-офф SMG4                                                                            |
| Дроны-Убийцы    | Лиам Викерс                        | 29 октября 2021  | 23 августа 2024                          | Murder Drones Never Ending                                                               |

## Примечание
1. ↑  Forbes 30 Under 30 2023: Media, Marketing & Advertising (англ.). Forbes. Архивировано 29 ноября 2023 года.
2. ↑  Alex Walker. Inside The Mario House That SMG4 Built (англ.). Kotaku. (26 июля 2019). Дата обращения: 6 марта 2024. Архивировано из оригинала 17 ноября 2023 года.
3. ↑  Официальный трейлер «Мета Раннер» (англ.). YouTube. Дата обращения: 6 марта 2024. Архивировано 9 ноября 2023 года.
4. ↑  Youtubers Kevin, Luke Lerdwichagul release Meta Runner online animated series (англ.). Daily Telegraph (16 июля 2019).
5. ↑  Хеннесси, Джеймс. The world of film and TV is changing rapidly. Screen Australia CEO Graeme Mason explains how the funding body keeps up (англ.). Business Insider Australia (21 февраля 2020). Архивировано 21 февраля 2020 года.
6. 1 2  Райт, Стив. Meta Runner is an anime funded by Screen Australia, Epic, AMD (англ.). Stevivor (25 июня 2019). Дата обращения: 27 сентября 2020. Архивировано 27 ноября 2023 года.
7. ↑  Epic Games awards $500,000 in final Unreal Dev Grants. VentureBeat (18 марта 2019). Дата обращения: 27 сентября 2020. Архивировано 7 декабря 2022 года.
8. ↑  Лия Уильямс. Screen Australia Funds Second Series For Aussie Esports Drama Meta Runner. Kotaku (20 апреля 2020). Дата обращения: 6 марта 2024. Архивировано из оригинала 25 февраля 2023 года.
9. ↑  WELCOME TO GLITCH! (англ.). YouTube (27 августа 2020). Дата обращения: 6 марта 2024. Архивировано 23 ноября 2023 года.
10. ↑  Ultra Jump Mania! (англ.). YouTube (4 сентября 2021). Дата обращения: 6 марта 2024. Архивировано 19 ноября 2023 года.
11. ↑  META RUNNER: BEHIND THE SCENES (англ.). Screen Australia (20 ноября 2020). Дата обращения: 6 марта 2024. Архивировано 25 ноября 2023 года.
12. ↑  "Sunset Paradise (Official Trailer)" (англ.). YouTube (12 марта 2021). Дата обращения: 6 марта 2024. Архивировано 23 ноября 2023 года.
13. ↑  Шон Слэттер. Screen Australia announces $1.3 million in online production funding across five projects (англ.). IF Magazine (12 мая 2021). Дата обращения: 6 марта 2024. Архивировано 17 ноября 2023 года.
14. ↑  This Aussie Animation Studio Has Made a New Horror Comedy About Murder Drones (англ.). Gizmodo (26 октября 2021). Дата обращения: 6 марта 2024. Архивировано 23 января 2024 года.
15. ↑  Джон Шварц. Glitch Productions Reveals Murder Drones Complete With New Teaser (англ.). BubbleBlabber (9 октября 2021). Дата обращения: 6 марта 2024. Архивировано 29 ноября 2022 года.
16. ↑  2023 Webby Awards Video Winners (англ.). The Webby Awards. Дата обращения: 24 января 2024. Архивировано 24 января 2024 года.
17. ↑  Джейми Лэнг. Glitch Expo Will Live Stream Conversations With Indie Animation's Hottest Creators This Thursday (англ.). Cartoon Brew (7 ноября 2023). Дата обращения: 6 марта 2024. Архивировано 18 ноября 2023 года.
18. ↑  GLITCH PRODUCTIONS DATES MURDER DRONES EPISODE THREE ; ANNOUNCES NEW SERIES (англ.). BubbleBlabber (27 января 2023). Дата обращения: 6 марта 2024. Архивировано 17 ноября 2023 года.
19. ↑  Валенс, Ана. Where and How To Watch 'The Amazing Digital Circus' (англ.). The Mary Sue (25 октября 2023). Дата обращения: 27 октября 2023. Архивировано 2 ноября 2023 года.
20. ↑  Улатовски, Рэйчел. Breaking Down the Toxic Work Environment Allegations Against Glitch Productions (англ.). The Mary Sue (12 марта 2024). Дата обращения: 8 июня 2024. Архивировано 30 марта 2024 года.
21. ↑  Шварц, Джон. Glitch Productions CEO Releases Statement Following Allegations (англ.). Bubbleblabber (6 марта 2024). Дата обращения: 8 июня 2024. Архивировано 30 марта 2024 года.